# Кошарава (гміна)
Гміна Кошарава (пол. Gmina Koszarawa) — сільська гміна у південній Польщі. Належить до Живецького повіту Сілезького воєводства.
Станом на 31 грудня 2011 у гміні проживало 2452 особи.

## Територія
Згідно з даними за 2007 рік площа гміни становила 31.24 км², у тому числі:
- орні землі: 44.00%
- ліси: 52.00%

Таким чином, площа гміни становить 3.00% площі повіту.

## Населення
Станом на 31 грудня 2011:
| Опис     | Загалом | Загалом | Чоловіки | Чоловіки | Жінки | Жінки |
| -------- | ------- | ------- | -------- | -------- | ----- | ----- |
| одиниця  | осіб    | %       | осіб     | %        | осіб  | %     |
| все      | 2452    | 100     | 1227     | 50.04    | 1225  | 49.96 |
| міське   | 0       | 100     | 0        |          | 0     |       |
| сільське | 2452    | 100     | 1227     | 50.04    | 1225  | 49.96 |

## Сусідні гміни
Гміна Кошарава межує з такими гмінами: Єлесня, Завоя, Стришава.